# パトリック・ラッセル
パトリック・ラッセル（Patrick Russell、1726年2月6日 - 1805年7月2日）は、インドで活動したイギリスの外科医、博物学者である。
彼はインドコブラをはじめとしたインド産の毒ヘビを研究し「インド産ヘビ研究の父」と呼ばれた。インドの四大毒蛇の一種、ラッセルクサリヘビの学名Daboia russelii及び英名、和名は、彼にちなんで名付けられている。

## 生涯
1726年、エディンバラの著名な弁護士であるジョン・ラッセルとその３番目の妻メアリーの五男として生まれた。パトリックはエディンバラ高校でローマとギリシャの古典を学び、その後大学でアレクサンダー・モンローのもとで医学を学んだ。彼は1750年に医学博士として卒業し、シリアのアレッポで 12 歳年上の異母兄弟アレクサンダー ラッセルに加わった。アレクサンダーは検疫と疾病管理に携わっており、地元の言語の知識を備えた熱心な博物学者であった。 1746年、彼はリヴォルノを経由してロンドンとトルコの間を航行する「デラワール号」の船医となった。1753年、彼はアバディーンのキングス・カレッジで医学博士号を取得した。

## 研究

### アレッポ
1753年にアレクサンダーは辞任してロンドンに戻り、 1756年に『アレッポと隣接地域の自然史』を出版した。パトリックはアレクサンダーが残した職に就き、約18年間働いた。伝統を熱心に観察する彼はアレクサンダーが王立協会に読んだ手紙の中で、「人痘物質」を使って子供に天然痘の予防接種を行うというアラビアの習慣に言及した。1760年、1761年、1762年にアレッポで腺ペストが数回発生すると、彼は感染者の状態を研究し、酢に浸したハンカチで呼吸すると感染を避けることができるという感染対策の手法を特定した。彼は自然史に関するメモを書き続け、アレクサンダーが1768年に亡くなった後、1794年にアレッポの自然史を改訂した。彼は、最も暑い気候の後にノミの数が減少する傾向にあり、気候によってもノミの数の減少に伴うペストの感染者数の減少つながることに気づいた 。

### イギリスへ帰国
1771年に彼はアレッポを出てイタリア中を旅し、病気の蔓延を減らすための方法を調査した。当初はエディンバラで開業するつもりであったが、ジョン・フォザーギルの説得を受け、代わりにロンドンに移った。フォザーギルは著名な医師であり植物園の創設者であるアレクサンダーの友人でした。ロンドン滞在中、パトリックはサー・ジョセフ・バンクスとダニエル・ソランダーに紹介され、アレッポから彼のコレクションを調べた。1777年、パトリックは王立協会のフェローに選出された。

## インド

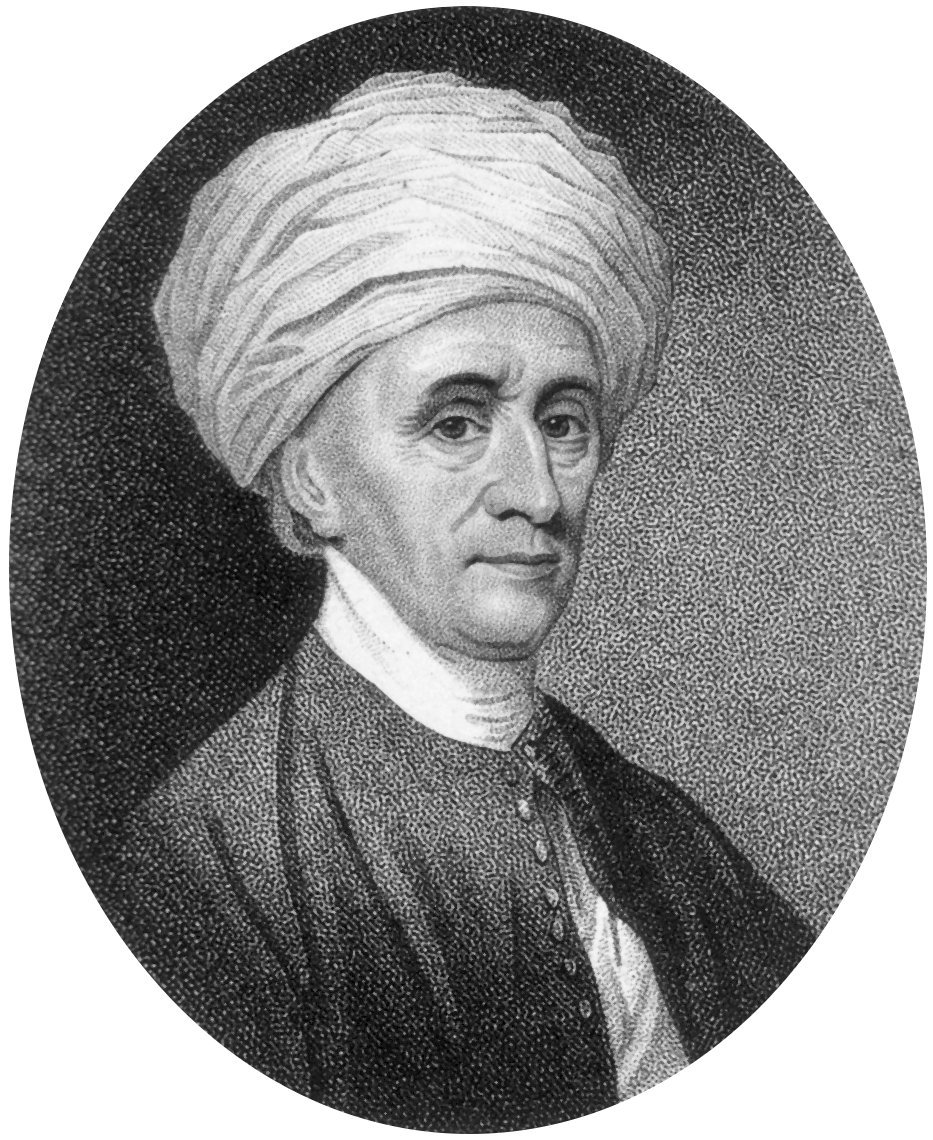
Patrick Russell with Turban in Aleppo, c. 1770.

1781年、弟のクロードはアーンドラ・プラデーシュ州のヴィシャーカパトナムにある東インド会社の最高管理者になった。しかしクロードは健康状態が悪くなり、家族はパトリックに看病するよう伝えた。インドに到着した彼はその地域の自然史を研究し始めた。カルナティックの東インド会社の博物学者はジョン・ケーニッヒで、彼が1785年に亡くなったとき、マドラス知事は個人的にパトリックに『Botanist and Naturalist』の投稿を提供した。 ラッセルはアレッポと同じようにマドラスの動植物についても執筆した。カルナティックの東インド会社の医師であると同時に博物学者でもあった彼は、ヘビ咬傷の問題に関心を持っており、毒ヘビの識別方法を見つけることを目標にしていた。彼はまた、植物の大規模なコレクションも作成した。彼が特定したヘビの一種は現地でKatuka Rekula Podaと呼ばれる種類で、ヨーロッパ人にはあまり知られていないが、その致死性はコブラに次いで2番目であると指摘した。このヘビは現在ではラッセルクサリヘビという蛇で、彼の名前が付けられた種類である。インドでは非常に咬傷被害が多いことからカーペットバイパー、インドコブラ、アマガサヘビとともに「インドの四大毒蛇」として恐れられている。ラッセルは鱗の性質を利用してヘビを分類しようとしたが、彼の探求は毒ヘビを無毒ヘビから区別する簡単な方法を見つけることだった。彼は犬と鶏に対して毒性実験を行い、その症状を説明した。彼は非常に人気のあるタンジャーヴールの錠剤など、ヘビの咬み傷に対して用いられる治療法を研究したが、効果がないことが判明した。あるケースでは、昏睡状態にある兵士が連れてこられ、ヨーロッパ人が使用する一般的な治療法を行った。温かいマデイラ・ワイン２本を患者の口に強制的に流し込むと、患者は完全に回復した。パトリック、弟のクロード、そして家族は1791年1月にイギリスに向けて出発した。彼が作ったコレクションの一部はマドラスの博物館に保管されたが、ヘビの皮の一部は持ち帰っており、現在はロンドン自然史博物館のコレクションとなってる。イギリスに戻った彼は、東インド会社から出版される予定だったヘビに関する本の執筆に取り組んだ。コロマンデル海岸で収集されたインドの蛇の報告の最初の巻は、44枚の図版で1796年に出版された。第2巻は4部構成で最初の2部は1801年と1802年に出版された。これらには46枚のカラー図版が含まれていた。パトリック・ラッセルは1805年7月2日、病気の3日後に亡くなった。彼は結婚したことがなかった。彼の本の第2巻の第3部と第4部は、彼の死後1807年と1809年に出版された。

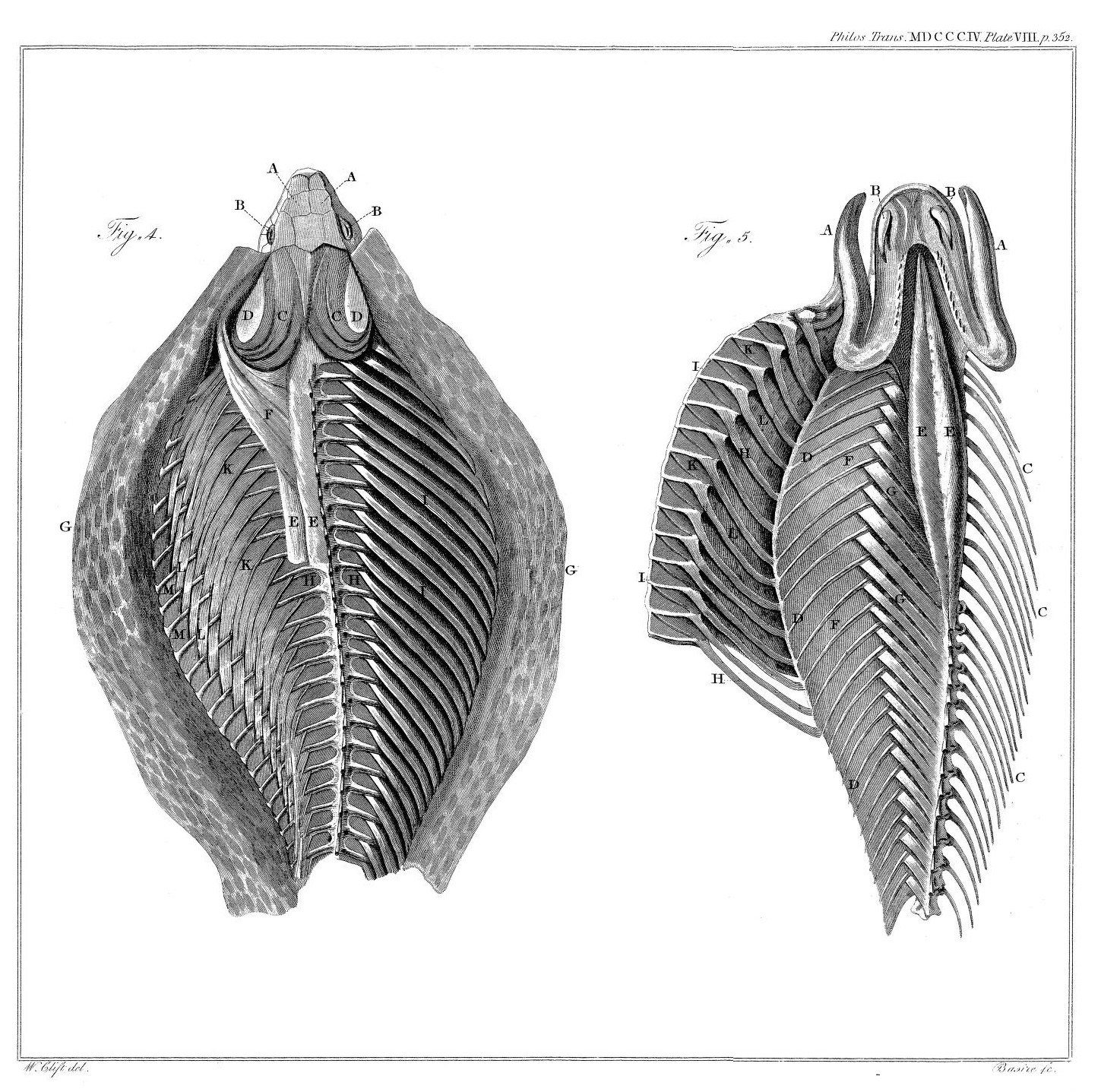
Structure of the cobra hood. William Clift, 1804